# Йоксимович, Ядранка
Ядранка Йоксимович (серб. Јадранка Јоксимовић; род. 26 января 1978, Белград, СФРЮ) — сербский политик и государственный деятель, министр без портфеля в Первом и Втором кабинетах министров Александра Вучича.

## Биография
Ядранка Йоксимович родилась в Белграде в 1978 году. В 2003 году окончила Факультет политических наук Белградского университета, а в 2012 году — Факультет экономики и политических наук университета «АЛФА» в Белграде. Была лауреатом стипендий посольства Норвегии и сербского правительства для молодых талантов. В 2009 году участвовала в программе EUVP (European Visitors Programme), в рамках которой ознакомилась с функционированием институтов Евросоюза. 
В 2005—2007 годах состояла в Сербской радикальной партии в качестве помощника Александра Вучича, отвечала за международное сотрудничество. Также в этот период была редактором партийного журнала «Великая Сербия». Во время раскола в СРП в 2008 году стала одним из основателей Сербской прогрессивной партии, от которой в 2012 году была выбрана в качестве депутата в Народной скупщине Сербии. В рамках Народной скупщины возглавляла Комитет по контролю за службами безопасности.
С апреля 2014 по август 2016 года была министром без портфеля в Первом кабинете министров Александра Вучича. 11 августа 2016 года вновь вошла в состав Правительства в качестве министра без портфеля, ответственного за европейскую интеграцию страны.
Член Главного комитета и Президиума Сербской прогрессивной партии. Выполняет функцию международного секретаря партии. 
Владеет английским и немецким языками.